# Chrystelle Naami Yang
Chrystelle Naami Yang, née le 30 avril 1981, est une taekwondoïste camerounaise.

## Biographie
Chrystelle Naami Yang est médaillée d'argent dans la catégorie des moins de 73 kg aux Championnats d'Afrique de taekwondo 2009 à Yaoundé. Elle obtient aussi une médaille de bronze dans cette catégorie aux Jeux mondiaux militaires d'été de 2011 à Rio de Janeiro.